# 49 (tal)
49 (niogfyrre, på checks også firtini) er det naturlige tal som kommer efter 48 og efterfølges af 50. Det er det syvende kvadrattal.

## Inden for videnskab
- 49 Pales, asteroide
- M49, elliptisk galakse i Jomfruen, Messiers katalog
- Grundstoffet Indium har atomnummer 49.
- 49 er international telefonkode for Tyskland.

## Eksterne links
- Wikimedia Commons har flere filer relateret til 49 (tal)